# Браудо, Исай Александрович
Исай (Исайя) Александрович Браудо (28 июля [9 августа] 1896, Киев — 11 марта 1970, Ленинград) — советский органист, крупнейший знаток, исследователь и пропагандист органной музыки и органного творчества, профессор Ленинградской консерватории им. Н. А. Римского-Корсакова, доктор искусствоведения (1965). Заслуженный деятель искусств РСФСР (1957).

## Биография
Родился в семье Александра Исаевича Браудо и Любови Ильиничны Гаркави.
В 1914—1915 годах учился в Петроградской консерватории по классу органа у Якова Гандшина, учился также по курсу фортепиано; в 1915—1918 годах — студент Московской консерватории, класс фортепиано Александра Гольденвейзера (одновременно изучал медицину в Московском университете).
В 1921—1923 годах вновь занимался в органном классе Петроградской консерватории у Николая Ванадзиня, после чего, в связи с отъездом Ванадзиня в Латвию, начал преподавать там же (с 1935 года — профессор). Вёл также класс фортепиано в Ленинградской консерватории.
В 1924 и 1926 годах совершенствовал своё мастерство в Западной Европе, в том числе у Луи Вьерна в Париже, Фрица Хайтмана в Берлине, Альфреда Зиттарда в Гамбурге и Гюнтера Рамина в Лейпциге.
С 1926 года начал самостоятельную концертную деятельность. Браудо оставил ряд записей, преимущественно раннего органного репертуара, от Перотина до Букстехуде и Баха, а также отдельные сочинения Моцарта, Листа, Франка, Боэльмана, Роже-Дюкасса, Хиндемита, Мессиана.
Среди его учеников — ряд выдающихся исполнителей, в том числе Нина Оксентян, Ваагн Стамболцян, Владимир Нильсен, Арсений Котляревский, Самуил Дайч, дочь Анастасия Браудо.
Умер 11 марта 1970 года в Ленинграде, похоронен на Серафимовском кладбище (14 уч.).

### Семья
- Сестра — Надежда Александровна Браудо (1894 — 1976), была замужем за художником и сценографом, одним из теоретиков эгофутуризма Леоном Заком (1892—1980), братом Семёна и Михаила Франков[3].
- Жена — Лидия Николаевна Браудо (1910 — 1985), урождённая Черносвитова, в первом браке Щуко (супруга Г. В. Щуко). Племянница Фёдора Сологуба.
  - Дочь — Анастасия Исаевна Браудо (род. 1942), концертирующая органистка, клавесинистка.

### Адреса в Ленинграде
- 1924—1925 — Садовая улица, 20[4].
- 1928—1941, 1944—1970 — набережная реки Мойки, 112, дом, в котором Браудо прожил более 50 лет (в 2010 году открыта мемориальная доска)[5].

## Творчество
С именем Браудо связана целая эпоха советской музыкальной культуры. Его исполнительская и преподавательская деятельность, обогатившая культурную жизнь Ленинграда и всего СССР, образует отдельную яркую главу в истории органного исполнительства.
Почти пять десятилетий органные концерты Браудо собирали полные концертные залы по всему Советскому Союзу. Благодаря Браудо орган стал полноценным участником концертной жизни в Советском Союзе, пробудился интерес к органной музыке в широкой слушательской аудитории. Органист инициировал создание многих произведений советской органной музыки.
Впечатляющая сила искусства И. А. Браудо была необычайной. Он полностью владел органом. Знание истории и техники органостроительства позволяло ему видеть в том или ином инструменте представителя отдельного органного «рода» и доставляло видимое наслаждение узнавать в нём наследственные черты, фиксировать новые.
Его игре в равной степени отвечали строгость и свобода. Романтические композиции в его интерпретации обретали классическую стройность, а классические сочинения — импровизационную свободу и романтическую приподнятость. Все средства — ритмическое дыхание, регистровый план, исполнительские приёмы, агогика, движение динамических волн — служили созиданию музыкальной формы. Слушатель приобщался к становлению музыкального потока — от произношения мелодии до строительства всей композиции.
И. А. Браудо был чутким стилистом: музыку разных эпох он трактовал непосредственно, его интерпретация создавала ощущение подлинности. Эстетическое чутье в прочтении музыки было безошибочным. Глубокое постижение музыкальных стилей, основанное на историческом и теоретическом знании, открывало И. Браудо язык музыки, позволяло проникать в суть исполняемого и доносить до слушателя стиль автора через особенности его музыкальной речи.

Композитор Борис Асафьев так писал о Исайе Браудо:
 В своих жизненных встречах я находил только у двоих людей среди серьезно мыслящих музыкантов остро живое постижение полифонического языка в его интонационных процессах: у базельского органиста и музыковеда Я. Гандшина и в Ленинграде у Исайи Александровича Браудо»
.
Теоретические труды И. А. Браудо явились обобщением опыта педагогической и исполнительской деятельности. Его научные интересы определились ещё в ранние годы. Во второй половине 1920-х годов Исайя Браудо разрабатывает свою оригинальную артикуляционную теорию, основные идеи которой были изложены им в книге «Артикуляция (О произношении мелодии)» (1961). О теории И. А. Браудо см. статьи Л. Баренбойма.
Основной труд Браудо-ученого, обобщающий его опыт исполнителя и мыслителя, — «Артикуляция. О произношении мелодии» (1961). Статьи Браудо об искусстве органного исполнительства собраны в книге «Об органной и клавирной музыке» (1976).
Исайе Браудо посвящён ряд произведений, в том числе Пассакалия Христофора Кушнарёва. Памяти органиста посвящено стихотворение Иосифа Бродского «Памяти профессора Браудо» («Люди редких профессий редко, но умирают…»).
Столетие со дня рождения Браудо в 1996 году было отмечено в Санкт-Петербурге масштабным фестивалем органной музыки.

## Награды, звания
- Орден Ленина (Указ Президиума Верховного Совета СССР от 17 ноября 1949 года[10])
- Заслуженный деятель искусств РСФСР (1957)
- доктор искусствоведения (1965)

## Память
- Мемориальная доска (открыта в 2010 году, архитектор Т.Н.Милорадович) на доме 112 по набережной реки Мойки, г. Санкт-Петербург
- Международный конкурс органистов им. Исайи Браудо, проводит  Санкт-Петербургская консерватория с 2009 года - I конкурс (II конкурс — 2014 год, III конкурс — 2019 год)

## Основные работы
Книги
- Артикуляция (О произношении мелодии). — Л., 1961.
  - 2-е изд. Л., 1973.
- Об изучении клавирных сочинений Баха в музыкальной школе. — М.; Л., 1965.
  - 2-е изд. СПб., 2004.
- Об органной и клавирной музыке. — Л., 1976.
- Артикуляция (О произношении мелодии). Об органной и клавирной музыке. — СПб., 2014.

Статьи
- Возрождение органа // Современный инструментализм. Л., 1927 (Новая музыка. Сб. 3);
- К вопросу о логике баховского языка // Музыкознание. Л., 1928. Вып. 4.